# Leek (Groningen)
Leek (groninguès: Laik, frisó: De Like) és un poble i antic municipi de la província de Groningen, al nord dels Països Baixos. L'1 de gener del 2023 tenia 11.170 habitants repartits sobre una superfície de 64,27 km² (dels quals 0,92 km² corresponen a aigua). Des de l'1 de gener del 2019, forma part del municipi de Westerkwartier.

## Galeria d'imatges

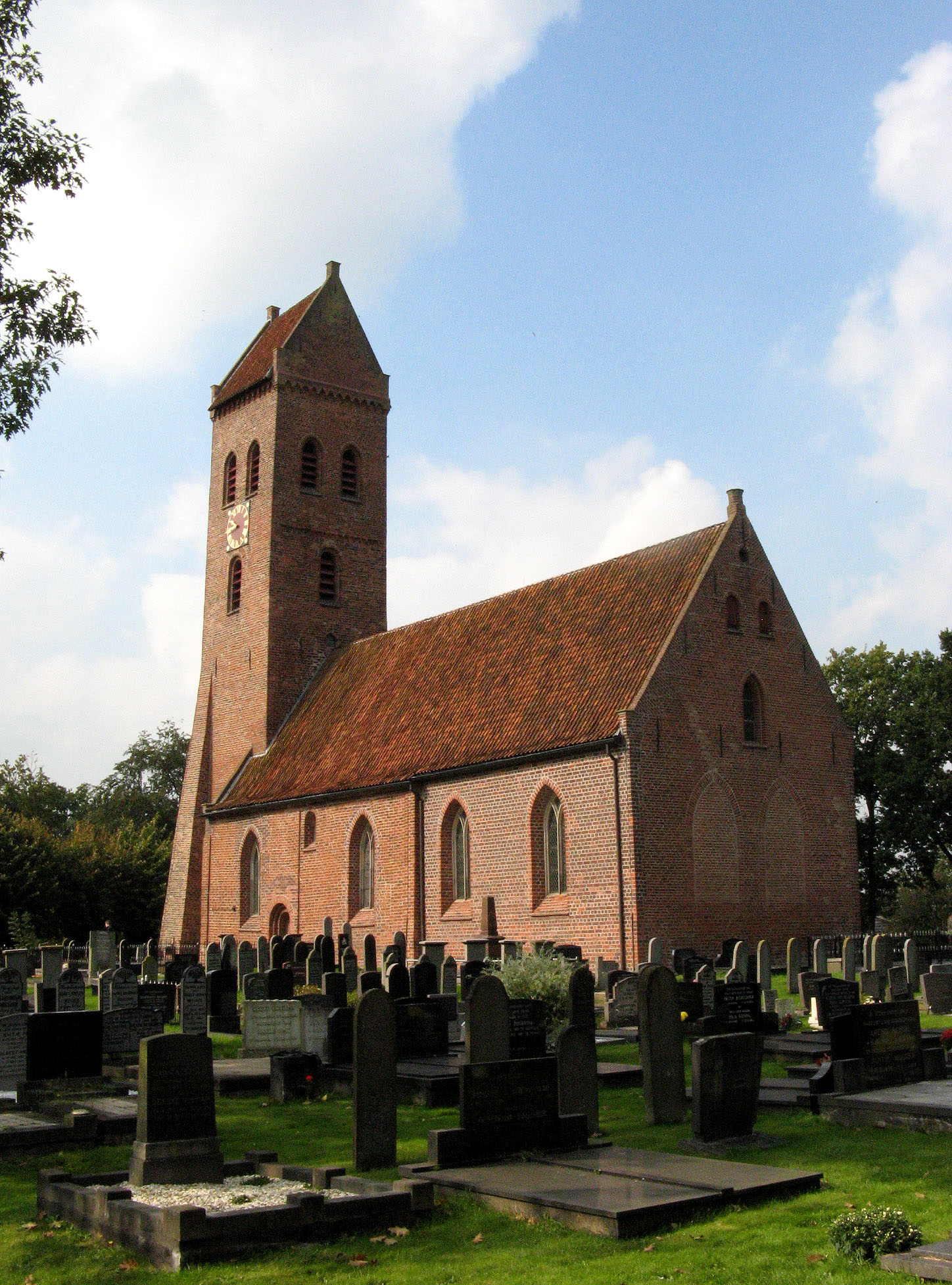
Església de Midwolde
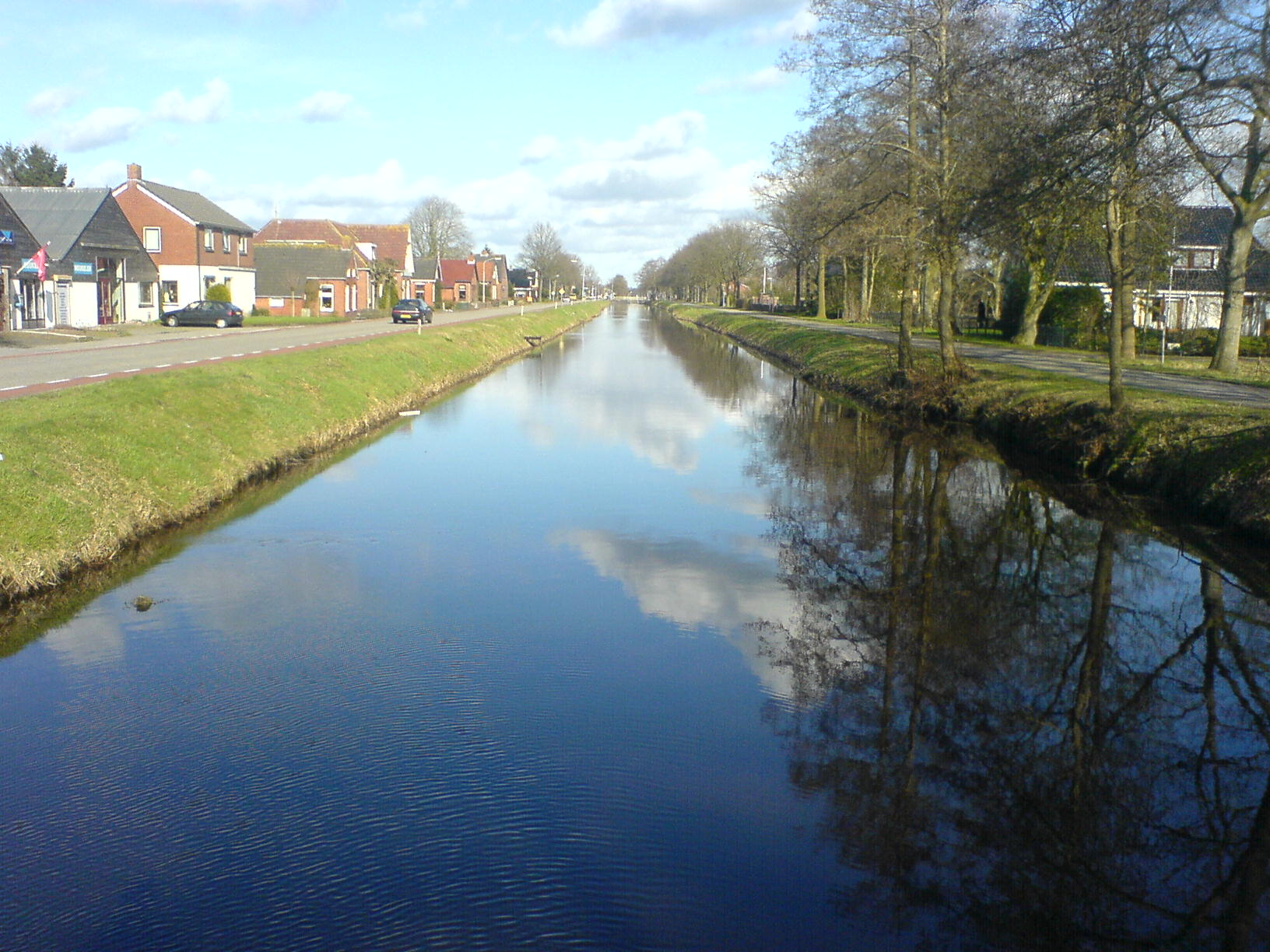